# Силиана (област)
Силиана (на арабски: ولاية سليانة) е една от 24-те области (вилаети) на Тунис. Разположена е в северната част на страната. Площта на областта е 4631 км², а населението е около 234 000 души (2004). Столица е град Силиана.